# Hermann von Oppeln-Bronikowski
Hermann Leopold August von Oppeln-Bronikowski (Berlim, 2 de janeiro de 1899 — Gaißach, 19 de setembro de 1966) foi um general e ginete da Alemanha durante a Segunda Guerra Mundial.

## Biografia
Foi um oficial cadete em 1917 e após Leutnant num Regimento Ulhans. Após a Primeira Guerra Mundial, ele continuou a sua carreira militar na cavalaria. Em 1937, ele comandou o ll./Kav.Rgt. 10.
Foi promovido para Oberstleutnant em 8 de Agosto de 1940, Oberst em 1 de Fevereiro de 1942 e Generalmajor em 1 de Janeiro de 1945. Ele comandou sucessivamente o Pz.Rgt. 35 (14 de Janeiro de 1942), Pz.Rgt. 204 (5 de Outubro de 1942), Pz.Rgt. 11 (primavera de 1943), Pz.Rgt. 100 (Novembro de 1943) e a 24ª Divisão Panzer (Outubro de 1944).
Foi feito prisioneiro pelos Britânicos e libertado em 4 de Julho de 1947, faleceu em 19 de Setembro de 1966.

## Carreira
Hermann von Oppeln-Bronikowski representou seu país nos Jogos Olímpicos de 1936, na qual conquistou a medalha de ouro no adestramento por equipes, e foi 10° no individual. 

## Condecorações
- Cruz de Ferro (1914)
  - 2ª classe (28 de maio de 1918)[3]
  - 1ª classe (14 de outubro de 1918)[3]
- Broche da Cruz de Ferro (1939)
  - 2ª classe (25 de setembro de 1939)[3]
  - 1ª classe (10 de novembro de 1939)[3]
- Distintivo de Ferido em Preto
- Distintivo Panzer em Prata
- Cruz Germânica em Ouro (7 de agosto de 1943) como Oberst no Panzer-Regiment 11[4]
- Cruz de Cavaleiro da Cruz de Ferro (1 de janeiro de 1943) como Oberst e comandante do Panzer-Regiment 204[5]
  - 536ª Folhas de Carvalho (28 de julho de 1944) como Oberst e comandante do Panzer-Regiment 22[5]
  - 142ª Espadas (17 de abril de 1945) como Generalmajor e comandante da 20.ª Divisão Panzer[5]